# غاز إلى سوائل

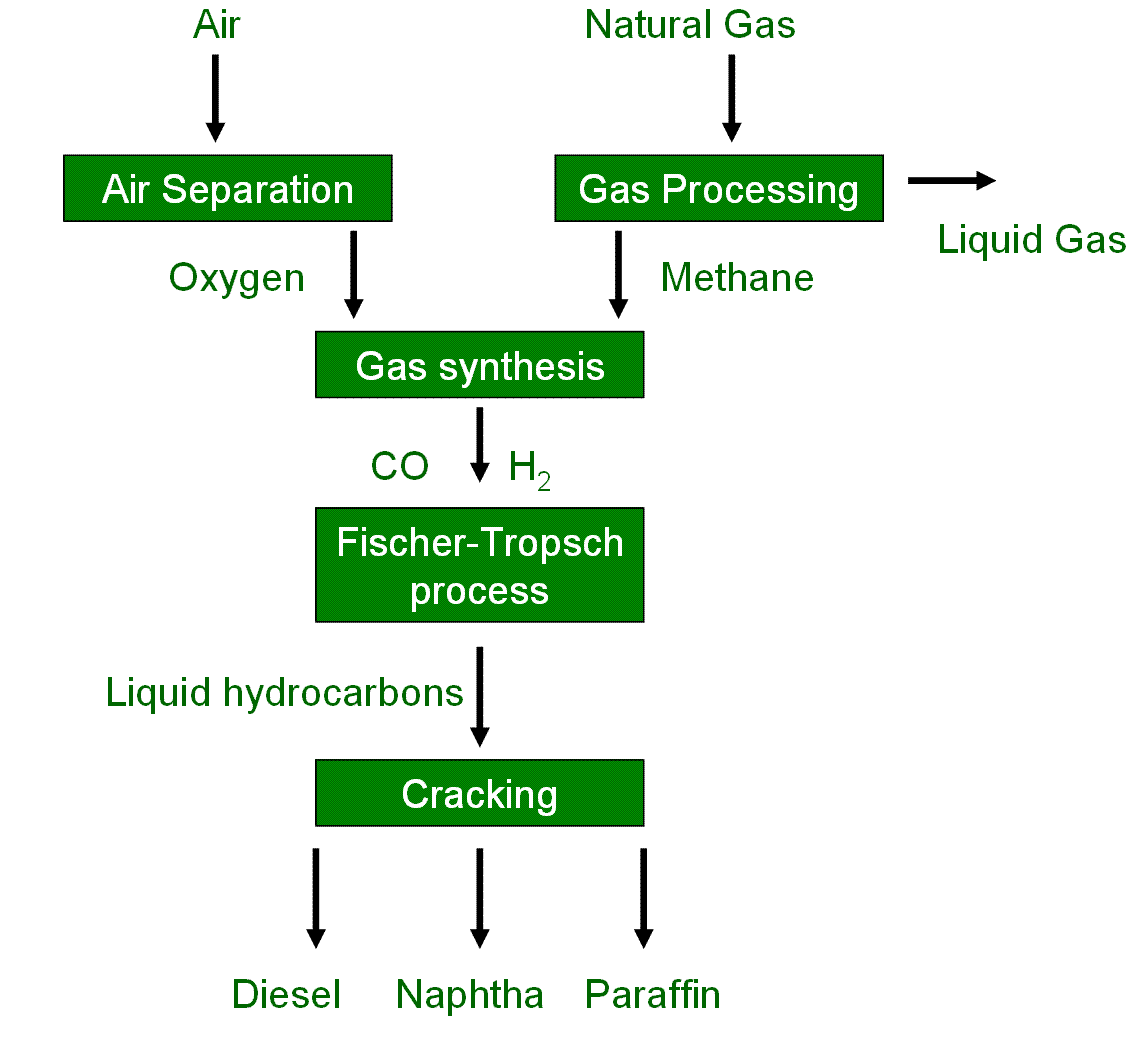

عملية الغاز إلى السوائل (GTL)، هي عملية تكرير لتحويل الغاز الطبيعي أو الهيدروكربونات الغازية الأخرى إلى هيدروكربونات أطول سلسلة، مثل البنزين أو وقود الديزل. الميثان يتم تحويله في السائل الوقود الاصطناعي. توجد استراتيجيتان عامتان: (1) الاحتراق الجزئي المباشر للميثان إلى الميثانول و(2) عمليات فيشر - تروبش التي تحول أول أكسيد الكربون والهيدروجين إلى هيدروكربونات. يتبع الإستراتيجية الثانية أساليب متنوعة لتحويل مخاليط أول أكسيد الكربون الهيدروجينية إلى سوائل. تم تسويق التقنيات المعتمدة على الاحتراق الجزئي بشكل أساسي في المناطق التي يكون فيها الغاز الطبيعي رخيص الثمن.
الدافع وراء تحويل الغاز إلى سوائل هو إنتاج الوقود السائل، الذي يتم نقله بسهولة أكثر من الميثان. يجب تبريد الميثان تحت درجة حرارة ه البالغة -82.3 درجة مئوية لكي يتم تسييلها تحت الضغط. بسبب الجهاز المبرد المرتبط، يتم استخدام ناقلات الغاز الطبيعي المسال للنقل. الميثانول هو سائل قابل للاحتراق يتم التعامل معه بشكل مريح، ولكن كثافته في الطاقة هي نصف كثافة البنزين.